# Fernando da Piedade Dias dos Santos

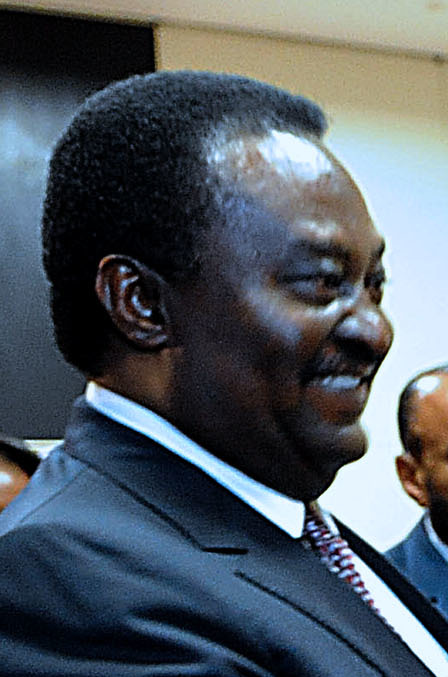
Fernando da Piedade Dias dos Santos, 2012

Fernando „Nandó“ da Piedade Dias dos Santos (* 5. März 1952 in Luanda) ist ein angolanischer Politiker der Movimento Popular de Libertação de Angola (MPLA), der unter anderem zwischen 2002 und 2008 Premierminister Angolas war. Er war zudem zwischen 2008 und 2010 Präsident der Nationalversammlung (Assembleia Nacional de Angola) sowie von 2010 bis 2012 Vizepräsident Angolas. Seit 2012 ist er wieder Präsident der Nationalversammlung.

## Leben
Fernando „Nandó“ da Piedade Dias dos Santos, dessen Cousin José Eduardo dos Santos zwischen 1979 und 2017 Staatspräsident war, absolvierte ein Studium der Rechtswissenschaften an der Universidade Agostinho Neto und schloss diesen mit einem Lizenziat der Rechtswissenschaft (Licenciado em Direito) abschloss. Nach der Unabhängigkeit Angolas von Portugal am 11. November 1975 trat er 1976 als Inspektor in den Polizeidienst und wurde 1985 Direktor der Nationalpolizei (Policia Nacional de Angola). Er wurde 1986 für die damalige Einheitspartei Movimento Popular de Libertação de Angola (MPLA) zum Mitglied der Volksversammlung (Assembleia do Povo) gewählt und übernahm 1987 in der Regierung seines Cousins das Amt als Vize-Minister für Staatssicherheit (Vice-Ministro da Segurança do Estado).
Nandó dos Santos fungierte von 1995 bis 2002 als Generalkommandant der Nationalpolizei und wurde zudem nach der Abschaffung des Amtes des Premierministers im Rahmen einer Kabinettsumbildung am 29. Juni 1999 von Staatspräsident dos Santos zum Innenminister (Ministro do Interior) in dessen Regierung berufen. Bei dieser Kabinettsumbildung wurde zugleich Verteidigungsminister Pedro Sebastião durch General Kundi Paihama abgelöst, während João Bernardo de Miranda als Nachfolger von Venâncio da Silva Moura neuer Außenminister wurde. Neuer Finanzminister wurde Joaquim Duarte da Costa David.
Am 20. November 2002 berief Staatspräsident José Eduardo dos Santos ihn in das wieder geschaffene Amt des Premierminister Angolas (Primeiro Ministro da República de Angola). Nach der Bestätigung durch den beratenden Rat der Republik trat er dieses Amt am 5. Dezember 2002 formell an. Daraufhin bildete er am 6. Dezember 2002 sein Kabinett, in dem Osvaldo Serra Van-Dúnem als sein Nachfolger neuer Innenminister wurde. Neuer Finanzminister wurde José Pedro de Morais, während Außenminister João Bernardo de Miranda und Verteidigungsminister Kundi Paihama ihre Ministerämter behielten. Das Amt des Premierministers bekleidete er bis zum 30. September 2008, woraufhin António Paulo Kassoma seine Nachfolge antrat. Er selbst war daraufhin als Nachfolger von Roberto Francisco de Almeida zwischen 2008 und 2010 Präsident der Nationalversammlung (Assembleia Nacional de Angola).
Nachdem das Amt des Premierministers abermals abgeschafft wurde, übernahm Fernando da Piedade Dias dos Santos am 3. Februar 2010 das neu geschaffene Amt des Vizepräsidenten (Vice-Presidente da República) und wurde damit Stellvertreter seines Cousins José Eduardo dos Santos im Amt des Staatspräsidenten. Im Rahmen dieser Kabinettsumbildung wurden am 5. Februar 2010 Carlos Alberto Lopes zum Finanzminister sowie Cândido Pereira dos Santos Van-Dúnem zum Verteidigungsminister ernannt.
Nach der Wahl vom 31. Dezember 2012 wurde er nochmals Parlamentspräsident. Das Amt des Präsidenten der Nationalversammlung übernahm er abermals nach der Wahl vom 23. August 2017 und ist zugleich auch Mitglied der 1. Parlamentskommission (1ª Comissão: Assuntos Constitucionais e Jurídicos), die für Verfassungsangelegenheiten und Recht zuständig ist. Nandó dos Santos ist ferner Mitglied des Politbüros sowie des Zentralkomitees der MPLA.